# Bo Bice
Harold Elwin "Bo" Bice, Jr., né le 1er novembre 1975 à Huntsville, Alabama, aux États-Unis, est un chanteur américain, finaliste de la quatrième saison du télécrochet American Idol.

## Prestations lors d'American Idol
| Semaine           | Thème                                                  | Chanson                                                                       | Artiste                                                     | Ordre     | Résultat |
| ----------------- | ------------------------------------------------------ | ----------------------------------------------------------------------------- | ----------------------------------------------------------- | --------- | -------- |
| Auditions         | Contestant's Choice                                    | "In a Dream"                                                                  | Badlands                                                    | Advanced  |          |
| Auditions         | Contestant's Choice                                    | "Whipping Post"                                                               | The Allman Brothers Band                                    | Advanced  |          |
| Hollywood Round 1 | Contestant's Choice                                    | "The Letter"                                                                  | The Box Tops                                                | Advanced  |          |
| Hollywood Round 2 | Contestant's Choice                                    | God Bless the USA                                                             | Lee Greenwood                                               | Advanced  |          |
| Top 50            | Contestant's Choice                                    | "Get Ready"                                                                   | The Temptations                                             | Advanced  |          |
| Top 24            | Contestant's Choice                                    | "Drift Away"                                                                  | John Henry Kurtz                                            | Safe      |          |
| Top 20            | Contestant's Choice                                    | "Whipping Post"                                                               | The Allman Brothers Band                                    | Safe      |          |
| Top 16            | Contestant's Choice                                    | "I'll Be"                                                                     | Edwin McCain                                                | Safe      |          |
| Top 12            | Song of the 1960s                                      | "Spinning Wheel"                                                              | Blood, Sweat & Tears                                        | Safe      |          |
| Top 11            | Billboard Number Ones                                  | "Time in a Bottle"                                                            | Jim Croce                                                   | Safe      |          |
| Top 10            | 1990s                                                  | "Remedy"                                                                      | The Black Crowes                                            | Safe      |          |
| Top 9             | Classic Broadway                                       | "Corner of the Sky"                                                           | from Pippin                                                 | Safe      |          |
| Top 8             | Year They Were Born                                    | "Free Bird"                                                                   | Lynyrd Skynyrd                                              | Bottom 2  |          |
| Top 7             | 1970s Dance Music                                      | "Vehicle"                                                                     | The Ides of March                                           | Safe      |          |
| Top 6             | 21st Century                                           | "I Don't Want to Be"                                                          | Gavin DeGraw                                                | Safe      |          |
| Top 5             | Lieber & Stoller Current Billboard Chart               | "Stand by Me" Heaven"                                                         | Ben E. King Los Lonely Boys                                 | Safe      |          |
| Top 4             | Country Gamble & Huff                                  | "It's a Great Day to Be Alive" For the Love of Money"                         | Jon Randall The O'Jays                                      | Safe      |          |
| Top 3             | Clive Davis' Choice Judge's Choice Contestant's Choice | "Don't Let the Sun Go Down on Me" (I Can't Get No) Satisfaction" "In a Dream" | Elton John The Rolling Stones Badlands                      | Safe      |          |
| Finale            | Idol Single Contestant's Choice                        | "Inside Your Heaven" "Long Long Road" "Vehicle"                               | Carrie Underwood/Bo Bice Christian Leuzzi The Ides of March | Runner Up |          |

## Discographie

### Albums Studio
| Année                                   | Album                                                                    | Classement | Classement | Classement | Certifications (sales threshold) |
| Année                                   | Album                                                                    | US         | US Indie   | CAN        | Certifications (sales threshold) |
| --------------------------------------- | ------------------------------------------------------------------------ | ---------- | ---------- | ---------- | -------------------------------- |
| 2005                                    | The Real Thing - Release date: December 13, 2005 - Label: RCA Records    | 4          | —          | 60         | - US: Gold - US sales: 673,000   |
| 2007                                    | See the Light - Release date: October 23, 2007 - Label: StratArt Records | 150        | 31         | —          | - US sales: 62,000               |
| 2010                                    | 3 - Release date: May 18, 2010 - Label: Saguaro Road                     | 154        | —          | —          | - US sales:11,000                |
| "—" denotes releases that did not chart |                                                                          |            |            |            |                                  |

### Singles
| 2005                                    | "I Don't Want to Be"         | —  | —  | —  | —  |                               | non-album singles            |
| 2005                                    | "Inside Your Heaven"         | 2  | —  | —  | —  | - Canada: Platinum - US: Gold | non-album singles            |
| 2005                                    | "Vehicle"                    | —  | —  | —  | —  |                               | non-album singles            |
| 2006                                    | "The Real Thing"             | 56 | 17 | 11 | 17 |                               | The Real Thing               |
| 2006                                    | "U Make Me Better"           | —  | —  | —  | —  |                               | The Real Thing               |
| 2007                                    | "Blades of Glory"            | —  | —  | —  | —  |                               | Blades of Glory (soundtrack) |
| 2007                                    | "Witness"                    | —  | —  | —  | —  |                               | See the Light                |
| 2010                                    | "You Take Yourself with You" | —  | —  | —  | —  |                               | 3                            |
| "—" denotes releases that did not chart |                              |    |    |    |    |                               |                              |